# 激変星

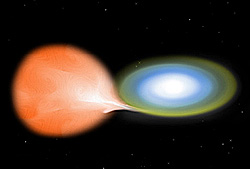
赤い恒星（左）のガスが白色矮星に流れ込み降着円盤を形成している様子（想像図）

激変星（げきへんせい）(cataclysmic variable)は、変光星の大きな分類の一つ。激変変光星、激変型変光星ともいう。
短期間（長くて数日）に極度に増光し、その後ゆるやかに減光する。それを1度きり起こすか、不規則な周期で繰り返す。
超新星以外は白色矮星を含む近接連星系であり、Ia型超新星も白色矮星を含む近接連星系である。多くの場合、降着円盤が変光に関わっている。

## 種類
GCVSでは新星、新星状変光星、反復新星、超新星、矮新星、アンドロメダ座Z型変光星を激変星に分類している。一方、新星、新星状変光星、反復新星、矮新星、りょうけん座AM型星、ポーラーと分類する場合もある。

### 新星 (N)
新星 (Nova) /古典新星 (Classical nova) は、もともとそこにあった暗い星が、数日で数万倍の明るさに達する天体である（新しい星が誕生したわけではない）。等級でいうと8等から15等の増光幅を持つ。増光後は数10日から数100日かけて減光していく。
新星の正体は、白色矮星（主星）と赤色星（伴星）から成る近接連星系であると考えられている。赤色星から白色矮星に向かって流れ落ちる物質が、白色矮星のまわりを円盤のように取り囲み降着円盤を形成する。白色矮星の表面には降着円盤を通じて物質が降り積もっていく。降り積もった物質は、白色矮星の強い表面重力によって熱核暴走反応が起こり、降り積もった物質を吹き飛ばし、劇的に明るさが増大する。反復新星と増光のメカニズムは同じであるが、増光から次の増光までのタイムスケールが異なる（古典新星：数万年から数百万年, 反復新星：百年以下）。
新星は減光のスピードによって分類がなされている。減光スピードが速い（NA）、遅い（NB）、非常に遅い（NC、共生新星）に大別される。
またスペクトルからも分類できることが知られている。主に鉄のラインが卓越するものと、He/Nが卓越するものに大別される。また新星の減光速度と極大時の絶対等級には相関があることが経験的に知られており (MMRD; Maximum Magnitude / Rate of Decline)、この関係から新星までの距離を推定することができる。

#### 主な新星
- いて座V4743星 - 5.0等星から16.8等星の範囲を変光する。
- ほ座V382星 - 2.66等星から16.4等星の範囲を変光する。
- はくちょう座V1500星 - 極大等級は1.7等、極小等級は21等以下[5]。
- いるか座HR星 - 3.7等星から12等星の範囲を変光する[5]。

#### 反復新星 (NR)
反復新星（回帰新星、再帰新星、recurrent nova）は、2回以上の新星爆発が観測されたものを指し、10例ほど観測されている。代表的なものとして、らしんばん座T星 (T Pyx)、さそり座U星 (U Sco)、かんむり座T星 (T CrB)などがある。いずれも爆発の間隔は数十年以上で、2009年に約10年ぶりに爆発したさそり座U星や、2011年に約45年ぶりに爆発したらしんばん座T星が、注目を集めている。

##### 主な反復新星
- かんむり座T星 - 変光範囲：2.0等から10.8等[5]。
- へびつかい座RS星 - 変光範囲：4.3等から12.5等[5]。
- さそり座U星 - 変光範囲：8.7等から19.3等[5]。
- らしんばん座T星 - 変光範囲：6.5等から15.3等, 発見者：H. Leavit (ハーヴァード・マップより1902年の増光を発見。最も古い増光記録は1890年。)[8]

### 新星状変光星 (NL)
新星状変光星(nova-like variable)（新星様変光星、新星類似型変光星）は、爆発の記録がないが爆発時以外の新星・矮新星同様の変光を示す星である。
爆発期以外では、新星と矮新星に本質的な違いは無く、一括して扱われる。

### 超新星 (SN)
超新星 (supernova) は、星の大規模な爆発現象である。等級は10等から20等明るくなり、ピーク時の絶対等級は-15等から-20等にまで達する。1つの銀河で100年に数個現れると言われている。天の川銀河では古来より記録があり、1006年、1054年、1181年、1572年、1604年に超新星が現れ、それらの残骸（超新星残骸, M1かに星雲など）も証拠として現存している。いずれも実視等級は-1等級から-8等級である。また爆発のメカニズムは主に二通りに大別される。一方は、近接連星系において、伴星から白色矮星への質量降着に伴い、チャンドラセカール限界質量を超えて起こる大爆発である。もう一方は、進化した大質量星の重力崩壊で起こる大爆発である。

### 矮新星 (UG)
矮新星(dwarf nova)（ふたご座U型変光星、UG）は、10 - 3000日くらいの間隔で急激に増光（アウトバースト）し、またすぐに減光するという現象を繰り返すのが特徴である。小規模な新星に似た光度変化を示しその増光の様子から新星の出現を想像させる。
ただし、新星爆発が白色矮星の表面で起こっているのに対し、UG型の増光は降着円盤内の水素の電離によって起こる降着円盤の発光によるものであり、新星とはその増光のメカニズムが全く異なっている。
この天体は増光の仕方によってUGSS（はくちょう座SS型）とUGZ（きりん座Z型）、UGSU（おおぐま座SU型）に細分類される。UG型も新星同様赤色星（赤色矮星）と降着円盤を持つ白色矮星の近接連星である。
矮新星は、より長い周期で新星爆発を起こす可能性がある。新星爆発自体が観測された記録はないが、矮新星きりん座Z星には新星爆発の痕跡星雲が発見されている。

#### 主な矮新星
- はくちょう座SS星 - 7.7等星から12.4等星の範囲を変光する。UGSS型に属する[10]。
- おおぐま座SU星 - 10.8等星から14.96等星の範囲を変光する。UGSU型に属する[11]。
- や座WZ星 - 7.0等星から15.5等星（写真等級）の範囲を変光する。UGSU型（サブクラスではWZ Sge型）に属する[10]。
- おおぐま座ER星 -- 極大等級は12.5等、極小等級は14等以下（写真等級）。UGSU型（サブクラスではER UMa型）に属する[12]。

#### おおぐま座SU型 (UGSU)
軌道周期100分程度の矮新星で、ノーマルアウトバーストとスーパーアウトバーストの2種類の増光を示す。最大の特徴は、スーパーアウトバースト時の光度曲線中に、スーパーハンプと呼ばれる軌道周期より数パーセント長い0.2等から0.3等の周期的な変動が見られることである。さらにUGSUのサブクラスとして、ER UMa（おおぐま座ER）型やWZ Sge（や座WZ）型がある。

### アンドロメダ座Z型変光星
アンドロメダ座Z型変光星（ZAND）は、共生星であり、不規則に変光する。共生星はミラに代表される、赤色巨星のガス殻の中に入り込んだ高温の星（多くの場合白色矮星だが、高温の準矮星の場合もある）がガスを加熱している近接連星系であり、爆発時以外にも不規則な光度変化を示す。赤色巨星の輻射が赤色巨星自身からのダストにより遮られ強い赤外線星となっている場合もあり、赤色巨星がミラ型または半規則型の脈動変光星の場合もある。ZAND型は古典新星や矮新星と比較すると光度変化が穏やかである。
共生星 (symbiotic star)は多くの場合 激変星であり、またアンドロメダ座Z型変光星、共生新星、みずがめ座R型星が含まれる。また、「アンドロメダ座Z型変光星」という語が、共生星を指す場合もある。

#### 主なアンドロメダ座Z型変光星
- アンドロメダ座Z星 - 8.0等星から12.4等星（写真等級）の範囲を変光する[10]。
- はくちょう座CH星 - 5.6等星から8.5等星の範囲を変光する[10]。

### ポーラー
非常に強い磁場を持つ激変連星で、ポーラー（ヘルクレス座AM型星（略号AM））、中間ポーラー（ヘルクレス座DQ型星）に細分される。

### りょうけん座AM型星
りょうけん座AM型星は、ヘリウム激変星とも呼ばれ、激変星の中でも特に軌道周期が短く、伴星の表面からは水素が失われている。

### その他

#### 高輝度赤色新星
高輝度赤色新星 (LRN) は、赤く明るい、膨張がゆっくりした爆発現象である。2007年に初めて発見され、詳細なメカニズムは不明だが、赤色巨星が膨張過程で白色矮星と衝突したときに起こるとされる。

#### X線新星
X線新星 (X-ray nova)は、矮新星と同様の変光メカニズムだが、中心星が中性子星やブラックホールであり、それに応じ電磁波のエネルギーも高くX線帯域となる。